# أبو الفضل
أبا الفضل أو أبو الفضل هو اسم عربي مذكر، يستخدم بشكل واسع في العراق، إيران وأذربيجان وغالبا ما يرمز هذا الاسم الى العباس ابن علي ، الذي يحظى باحترام كبير في الإسلام (الشيعة) بسبب ولائه لأخيه الحسين بن علي أثناء معركة كربلاء في المعتقد الاسلامي.

## شخصيات تحمل هذا الاسم
- أبو الفضل، لقب أطلق على العباس بن علي (647-680)، ابن الإمام الشيعي الأول والخليفة الراشدي الرابع
- أبو الفضل العباس بن فسنجس (حوالي 876-953)، رجل دولة خدم الدولة البويهية
- أبو الفضل جعفر بن أحمد المعتضد، المعروف بالمقتدر (895–932)، الخليفة العباسي في بغداد
- أبو الفضل الهروي (القرن العاشر)، عالم فلكي فارسي تحت رعاية سلالة البويهيين
- أبو الفضل البيهقي (995–1077)، مؤرخ ومؤلف فارسي
- أبو الفضل عياض بن عمرو بن موسى بن عياض... ، المعروف بالقاضي عياض (1083–1149)، إمام في سبتة، قاضي في غرناطة.
- أبو الفضل جعفر بن علي الدمشقي (القرن الثاني عشر)، كاتب مسلم في التجارة، من دمشق
- أبو الفضل بن المبارك (1551–1602)، وزير الإمبراطور المغولي أكبر، ومؤلف كتاب "أكبرناما"، وهو التاريخ الرسمي لعهد أكبر.
- أبو الفضل المعموري (توفي حوالي عام 1700)، مؤرخ إمبراطورية المغول في عهد أورنجزيب
- ميرزا أبو الفضل (1844-1914)، عالم بهائي، ساعد في نشر الدين البهائي في مصر وتركمانستان والولايات المتحدة
- ميرزا أبو الفضل (1865–1956)، مترجم القرآن الكريم
- أبو الفضل محمد أحسن الدين شودري (1915-2001)، الرئيس السابق لبنغلاديش
- أبو الفضي، الاسم البديل لإياد أغ غالي (ولد ق. 1954 )، مقاتل طوارقي مالي
- أبو الفضل جليلي (مواليد 1957)، مخرج سينمائي إيراني
- خالد أبو الفضل (مواليد 1963)، أستاذ قانون كويتي أمريكي
- أبو الفضل عطار (مواليد 1968)، مخرج سينمائي وكاتب سيناريو ومحرر أفلام إيراني
- أبو الفضل حاجي زاده (مواليد 1981)، لاعب كرة قدم إيراني
- أبو الفضل إبراهيمي (مواليد 1982)، لاعب كرة قدم إيراني